# محطة كالفيرت كليفس للطاقة النووية
محطة كلفرت كليفس للطاقة النووية (CCNPP) هي محطة طاقة نووية تقع على الشاطئ الغربي لخليج تشيسابيك بالقرب من لوسبي بمقاطعة كالفيرت ولاية ماريلاند في وسط المحيط الأطلسي بالولايات المتحدة. وهي محطة الطاقة النووية الوحيدة في ولاية ماريلاند.

## السكان
تُعرّف هيئة التنظيم النووي منطقتين للتخطيط لحالات الطوارئ حول المحطة:

### المنطقة الأولى
يبلغ قطرها 10 أميال (16 كم)، وتهتم في المقام الأول بالتعرض واستنشاق التلوث الإشعاعي المحمول جواً. حيث بلغ عدد سكان المقاطعة عام 2010 على بعد 10 أميال (16 كم) من كالفيرت كليفس 48,798 نسمة، بزيادة قدرها 86.4% خلال عقد وفقاً لتحليل لبيانات التعداد الأمريكي.

### المنطقة الثانية
يبلغ قطرها 50 ميل (80 كم)، وتهتم في المقام الأول تناول الطعام والسائل الملوث بالإشعاع. حيث بلغ عدد سكان الولايات المتحدة لعام 2010 على بعد 50 ميلل (80 كم) 2,890,702، بانخفاض قدره 2% منذ عام 2000. وتشمل المدن الواقعة على بعد 50 ميل واشنطن العاصمة، (45 ميل من مركز المدينة).

## تجديد رخصة التشغيل
في عام 2000 مددت هيئة التنظيم النووي ترخيص المحطة لمدة 20 عام إضافية، مما جعل المحطة أول محطة نووية في الولايات المتحدة تحصل على هذا التمديد.

## الزيارة
زار الرئيس جورج بوش المحطة في يونيو 2005، وهي المرة الأولى التي يزور فيها الرئيس الأمريكي محطة للطاقة النووية منذ ما يقرب من عقدين.

## اقتراح إضافة مفاعل ثالث
أعلنت يوني ستار للطاقة النووية عن خطط لبناء وحدة من مفاعل الطاقة التطوري (متغير US-EPR) في كالفرت كليفس. كانت شركة يوني ستار للطاقة النووية، وهي شركة محدودة المسؤولية في ولاية ديلاوير، مملوكة بصورة مشتركة لشركة كونستيليشن إنرجي (سي إي جي) وشركة إلكتريستي دو فرانس (إي دي إف)، وهي شركة أوروبية لبناء محطات الطاقة النووية وتوريدها. كان مقررًا أن تُنتج الوحدة المقترحة نحو ضعف طاقة كل وحدة قائمة. في 13 يوليو 2007، قدمت شركة يوني ستار للطاقة النووية طلبًا جزئيًا إلى اللجنة التنظيمية النووية لمراجعة خططها لبناء محطة جديدة للطاقة النووية، محطة كالفرت كليفس الثالثة للطاقة النووية (CCNPP3)، اعتمادًا على مفاعل طاقة تطوري أمريكي (US-EPR)، من الجيل الثالث +، وهو مفاعل ماء مضغوط ذو أربع حلقات من شركة آرافا.
كان الهدف من المفاعل الثالث تلبية الحاجة المتزايدة إلى عمليات توليد الطاقة في إقليم الأطلسي الأوسط. اقتُرح أن يكون موقع الوحدة جنوب الوحدتين 1 و 2 القائمتين، بعيدًا عن الشاطئ. وعلى الرغم من كونها وحدة مفردة، إلا أن أثر محطة الطاقة الخاصة بها كان تقريبًا ضعف حجم الوحدات الموجودة معًا. ومن المفترض أن تملك نظام تبريد بحلقة مغلقة باستخدام برج تبريد بالسحب الميكانيكي منفرد هجين، يتضمن عملية تخفيف عمود الدخان لإزالة عمود بخار الماء المرئي من البرج. تستخدم الوحدتان 1 و2 نظام تبديد حرارة بحلقة مفتوحة بدون أبراج تبريد. يتوجب على برج تبريد مفاعل الوحدة 3 إطلاق ثلثي الحرارة المهدرة في الجو. يُعد تصميم مفاعل الطاقة التطوري المقترح عبارة عن محطة بخار مشبع ذات توربين واحد عالي الضغط إلى جانب ثلاث توربينات منخفضة الضغط وبتصميم مولد رئيسي مشابه للوحدتين 1 و 2. ومن المقرر أن تورد شركة ألستوم التوربين البخاري الرئيسي والمولد الرئيسي.
في 13 نوفمبر 2007، قدمت يوني ستار للطاقة النووية طلبًا للحصول على شهادة الملاءمة والضرورة العامة مع لجنة الخدمة العامة بولاية ماريلاند للحصول على صلاحية إنشاء CCNPP3. يُنظر في هذا الطلب في القضية رقم 9127.
شارك معارضو وأنصار المفاعل الثالث المقترح في كالفرت كليفس في سلسلة من جلسات الاستماع العامة أمام مسؤولي اللجنة التنظيمية النووية الأمريكية. في مارس 2009، طالب بيل فيل من جنوب مقاطعة كالفرت اللجنة التنظيمية النووية برفض تراخيص إطلاق الانبعاثات للمفاعل بسبب مخاوف تتعلق بالصحة والسلامة، وأكد أن المحطة تُهدد المجتمع. حث رئيس يوني ستار للطاقة النووية والمدير التنفيذي جورج فاندرهايدن اللجنة التنظيمية النووية على الموافقة على طلب ترخيص انبعاثات الهواء.